# Joan Clos
Joan Clos Matheu (Parets del Vallès, 29 giugno 1949) è un politico e ambasciatore spagnolo.

## Biografia
Laureatosi in medicina presso l'Università di Barcellona, nel 1979 entrò a far parte dell'amministrazione cittadina come direttore dei servizi sanitari; tra il 1981 ed il 1991 ha ricoperto il ruolo di presidente della Società Spagnola di Epidemiologia e della Società Spagnola di Salute Pubblica ed Amministrazione Sanitaria.
Sindaco di Barcellona dal settembre 1997 al settembre 2006, fu successivamente Ministro dell'Industria, nel governo socialista di Zapatero, dal settembre 2006 all'aprile 2008.
Nel luglio del 2008 viene nominato ambasciatore in Turchia e Azerbaigian, incarico che manterrà sino all'ottobre 2010, quando viene nominato nuovo Direttore Esecutivo del Programma delle Nazioni Unite per gli insediamenti umani - UNHABITAT e Sottosegretario generale delle Nazioni Unite.